# کاشی‌ماهی
کاشی‌ماهی (نام علمی: Malacanthidae) نام یک تیره از راسته سوف‌ماهی‌سانان است.